# 林亞若
林亞若（1982年8月2日—2013年10月27日），原名林雅慧，台灣女作家，台北人，曾在中華航空當過7年空服員，之後轉行當部落客與作家，出版過詩集《此時，我們正飛過哪裡》、《Free印度旅遊電子書》，並經常擔任电视節目來賓，擅长飛行、寫作、美麗、理財、美食、空服面試等话题。

## 簡介
林亞若本名林雅慧，康寧護專畢業，曾於整形外科擔任手術房護理師與仁寶電腦護士。林亞若通過美國加州護理師執照電腦考試，擁有紐約州護理師執照。2006年，林亞若曾前往非洲馬拉威，2010年10月隨台灣路竹會前往菲律賓義診，擔任海外醫療義工關懷弱勢，並且也曾至印度加爾各答垂死之家、台灣偏遠山區部落參與義診和志工服。2005至2013年間擔任中華航空公司空服員，因曾獨自旅行印度超過四十個城市，而多次受邀上電視節目擔任來賓，以及至各大專院校機關團體演講。
2013年10月27日晚間，林亞若於澳洲烏魯魯騎腳踏車前往艾麗絲泉時，在距離埃本尼澤山以西11公里的萊色特公路上發生車禍，遭觀光巴士撞擊，不治身亡，事發地點與艾麗絲泉距離約250公里
。
林亞若的死亦引發澳洲媒體關注。2013年10月31日，澳洲北領地網路新聞（NT News）在頭版刊登「遊客生前恐怖預言」報導，附上林亞若2009年為《FHM雜誌》所拍的照片，並引用她臉書的英文po文：「如果我在沙漠遭遇不幸的話，我的葬禮可用這張照片。」

## 媒體經歷
- 新聞挖哇哇 不思議的印度2010/07/21 JET綜合台
- 國民大會來賓 空中奧客愛挑剔 飛機驚魂趣事多 2011/04/26 TVBS
- 有話好說 LIVE現場直播 印度籠罩恐怖攻擊陰影 2010/09/21 公共電視
- WTO姐妹會 哪種味道最難聞 八大
- 年代向錢看 暑假吃喝玩樂 2011/06/01 年代
- 年代向錢看 省錢吃喝玩樂 超省錢旅遊行程大揭密2011/06/21 年代
- 中廣、漢聲、警廣、飛碟、香港讀書生活等電台節目來賓
- 東森電視新聞訪問 (澳洲雪靴、印度旅遊、詩集)2011/12/2
- 非凡電視新聞訪問 (投資理財、房地產、白銀)
- YAHOO奇摩百萬人氣美妝大賞
- 蘋果日報 (2010.9代言活動)
- FHM男人幫專訪 (2009.8)

## 寫作
- 2009 出版 林亞若詩集(此時，我們正飛過哪裡) (ISBN9789868520400)
- 2010/04聯合報繽紛版小女子闖印度
- 2010/04聯合報繽紛版水女人專欄
- 2010/11印度小說沉默之光專文推薦序作者
- 2011/01印度小說影子公主專文推薦序作者

## 代言
- 敦南四季醫美診所 醫美代言人(2011.5至今)
- 友華生技 法國醫學美容保養品 艾芙美 新品上市記者會 活動代言(2010.9)

## 演講
- 台北當代藝術館  印度好好玩
- 印度小說 沉默之光 新書發表會 (導讀)
- 印度小說 影子公主 新書發表會 (導讀)
- 台北泰姬瑪哈印度餐廳 驚艷印度
- 晶華酒店 浪漫印度
- 逢甲大學 我要飛上天
- 中華科技大學 我要飛上天
- 康寧專校護理科 這輩子只能當護士嗎？
- 康寧專校應用外語科 我要飛上天
- 中國科技大學 我要飛上天
- 中國科技大學 空姐瘋印度

## 獲獎紀錄
- 2004年以天葬一詩獲詩人彭邦楨紀念詩獎創作獎。[永久]

## 外部連結
- 空姐作家林亞若臉書
- PChome個人新聞台-林亞若 （页面存档备份，存于）